# Escola Superior de Saúde
Uma Escola Superior de Saúde, em Portugal, é uma escola de ensino superior politécnico vocacionada para ministrar o ensino da Enfermagem e das Tecnologias da Saúde.

## Em Portugal
Em Portugal existem várias escolas deste tipo, nomeadamente:
- Escola Superior de Saúde da Cruz Vermelha Portuguesa - Lisboa[2]
- Escola Superior de Saúde de Aveiro[3]
- Escola Superior de Saúde de Leiria[4]
- ESTeSL – Escola Superior de Tecnologia da Saúde de Lisboa[5]
- Escola Superior de Saúde do Instituto Politécnico de Portalegre[6]
- Escola Superior de Saúde do Instituto Politécnico do Porto[7]
- Escola Superior de Saúde do Instituto Politécnico de Setúbal (ESS/IPS)[8]
- Escola Superior de Saúde do Politécnico da Guarda